# Hòa Cư
Hòa Cư là một xã thuộc huyện Cao Lộc, tỉnh Lạng Sơn, Việt Nam.
Xã Hòa Cư có diện tích 21,07 km², dân số năm 1999 là 2.694 người, mật độ dân số đạt 128 người/km².
Theo thống kê năm 2019, xã Hòa Cư có diện tích 21,07 km², dân số là 2.605 người, mật độ dân số đạt 124 người/km².